# 世耕石弘
世耕 石弘（せこう いしひろ、1969年6月20日 - ）は、日本のアートディレクター、コピーライター、近畿大学職員。

## 経歴・人物
奈良県奈良市出身。祖父は世耕弘一、父は世耕弘昭、兄は世耕弘成。
同志社香里中学校・高等学校を経て、同志社大学文学部卒業。父には近畿大学に行くように言われたが、高校では勉強せず近畿大学の赤本ができなかったため同志社大学に内部進学した。
大学卒業後は近畿日本鉄道に就職し、系列のホテルで働き、そのあと広報担当になり、広報課長にまで昇進する。

### 近畿大学
2007年より近畿大学で働く。近畿大学の広報担当が定年を迎えるため、近畿大学で働くことを誘われる。元々は近畿大学で働くつもりは無かったが、近鉄の良くない発表をする仕事が続いていたことと、世耕の名を背負っていたことから近畿大学で働くことを決断した。
近畿大学では学生募集の部署に配属され、ポスターや入学案内を作成する仕事を行う。内部進学で大学受験を経験していないため知らないことばかりで、大学入試センター試験も知らなかった。
2010年にフジサンケイグループ広告大賞の審査員を務めたことが転機となる。それまでは見た目のインパクトを重視していたが、伝えたいメッセージを凝縮させたコピーが大切とするようになる。
2011年に近大マグロを使用したデザインにコピーを添えた広告の試作を父の弘昭に見せに行ったところ、修正をして注文をするというこれまでに無い反応が返ってきた。この広告はフジサンケイグループ広告大賞のクリエイティブ部門新聞優秀賞を受賞する。それ以降も製作した広告が様々なメディアの賞を受賞する。
石弘が近畿大学に転職してから志願者数は倍以上になる。
近畿大学は志願者数日本一になるなどの躍進の仕掛人と新聞の記事に載る。

## 著書
- 近大革命[6]